# Spermophorides simoni
Spermophorides simoni is een spinnensoort uit de familie trilspinnen (Pholcidae). De soort komt voor op Corsica.